# Aspalathus spinosa
Aspalathus spinosa är en ärtväxtart som beskrevs av Carl von Linné. Aspalathus spinosa ingår i släktet Aspalathus och familjen ärtväxter.

## Underarter
Arten delas in i följande underarter:
- A. s. flavispina
- A. s. glauca
- A. s. obtusata
- A. s. spinosa